# Coast Yuki
Ukhotno'm (Ukohtontilka, =Ocean People, njihovo vlastito ime; isto Coast Yuki/, pleme američkih Indijanaca porodice Yukian naseljeno nekada (do ranog 20 stoljeća) u obalnom području Kalifornije, od Cleonea pa do krajeva između Rockporta i Usala. Prema vlastitom vjerovanju oni su ogranak Huchnom Indijanaca, srodnog plemena iste porodice.  Kroeber (1932) procjenjuje da ih je do 1850. bilo oko 500.  Njihov broj prema popisu iz 1910. iznosio je tek 15; 1926. (4 osobe).

## Sela
- On-chil-ka ili On-chil-em,  blizu Rockporta.
- Es'im, na području Rockporta ili Hardy Creeka.
- Melhom-i'iken, na Warren Creeku.
- Hisimel-auhkem.- u blizini sela Melhom-i'iken.
- Lil-p'in-kem,  De Haven.
- Shipep ili Shipoi, kod Westporta.
- K'etim, na Chetman Gulchu
- Lilim, na Mussel Rocku.
- Ok'omet ili Shipoi; Kabesilah.
- Methuyak-olselem.- sjeverno od Ten Mile Rivera
- Metkuyaki ili Metkuyakem, na ušću Ten Mile Rivera i na njoj.
- Mil-hot-em, Cleone.
- Sus-mel-im, na ušću Pudding Creeka.
- Ol-hepech-kem, Novo River.
- Nehkinmelem, Casper.
- Onp'otilkei, u Sherwood Valleyu
- Ukemim, blizu Willitsa.

## Povijest
Nevolja ovog plemena počinje 1850. pojavom rudara i naseljenika koji dolaze na njihovu zemlju.  Bespravni naseljenici (1862.)  prodiru na rezervat Round Valley gdje su mnoge od njih pobili.

## Život i običaji
Coast (Obalni) Yuki bili su sjedilačko pleme lovaca ribara i sakupljača organizirani u 11 manjih skupina, svaka sa svojim teritorijem i vođom. Nastambe su im bile konusnog oblika od kore reedwooda, a u ljeti kolibe od granja i štitnici protiv vjetra. Muškarci su odlazili u lov i ribolov, a žene su sakupljale jestivo bilje. Prehrana im se sastojala od žira, sjemenki raznih trava i lososa.

## Vanjske poveznice
- Coast Yuki  Arhivirana inačica izvorne stranice od 29. ožujka 2006. (Wayback Machine)
- Coast Yuki, Swanton